# 吉本 (內布拉斯加州)
吉本（英語：Gibbon）是位於美國內布拉斯加州水牛縣的城市。

## 人口
根據2020年美國人口普查的數據，吉本的面積為2.25平方千米，皆為陸地。當地共有人口1878人，而人口密度為每平方千米835人。